# 7월 테제
7월 테제(루마니아어: Tezele din iulie)는 1971년 7월 6일 루마니아의 국가원수이자 루마니아 공산당 당수인 니콜라에 차우셰스쿠가 루마니아 공산당 중앙위원회에서 한 연설로 정식 명칭은 《모든 당원과 근로국민에 대한 마르크스-레닌주의 정치 이념과 교육 강화를 위한 발의》(루마니아어: Propuneri de măsuri pentru îmbunătățirea activității politico-ideologice, de educare marxist-leninistă a membrilor de partid, a tuturor oamenilor muncii)이다.
이 연설의 결과 루마니아에서 수행된 자유화가 중단되며 다시 전체주의가 시행되었고, 인문학과 사회과학은 박해를 받게 되었다. 또한 차우셰스쿠 부부에 반대하는 당원들에 대한 대규모 숙청이 이루어졌으며, 니콜라에 차우셰스쿠에 대한 개인숭배가 강화되었다.

## 배경
1956년 소련에서 스탈린 격하 운동이 시작된 이후 루마니아는 게오르게 게오르기우데지의 주도하에 암묵적인 개방을 추진했다. 이 조치들은 국민공산주의라고 불렸으며, 루마니아 국민주의 성향이 매우 짙은 민족주의 정책이었다. 게오르게우데지의 후계자인 니콜라에 차우셰스쿠는 집권 초기 이 정책을 지지하며 사회로 빠르게 확산되는 자유주의 풍조를 묵인하였다.

## 7월 테제 발표와 그 결과
1971년 중화인민공화국과 조선민주주의인민공화국을 방문한 니콜라에 차우셰스쿠는 마오쩌둥의 문화대혁명, 김일성의 주체사상에서 큰 감명을 받고 귀국하였다. 관저에 도착한 차우셰스쿠는 루마니아에 총제적 변혁이 필요하다고 생각하였고 그 결과 자신이 이상적이라고 생각한 조선민주주의인민공화국의 정치 체제를 루마니아에 적용해야겠다는 결론에 도달하였다.
1971년 7월 6일 니콜라에 차우셰스쿠는 루마니아 공산당 중앙위원회 회의에서 예술 분야의 사회주의적 사실주의 회귀를 주장하는 연설을 하였고, 반소련 선전과 루마니아 국민주의를 선동하는 발언을 하였다.
차우셰스쿠는 반공주의자인 니콜라에 요르가까지 거론, 칭찬하며 반소련 정서 확산과 루마니아 국민주의를 더욱 강하게 선동하였다.
차우셰스쿠는 사실상 동구권을 등지는 독자노선을 걸었고, 급기야 경제상호원조회의와 바르샤바 조약기구에서 철수해 버렸다.
차우셰스쿠 정권은 7월 테제를 근거로 매우 극단적인사회보수주의를 시행했고 이혼, 낙태, 동성애, 성전환 수술은 법적으로 금지되었다. 또한 차우셰스쿠에 비판적인 루마니아 공산당의 당원들은 숙청당했으며, 지식인들 또한 검열과 탄압에 직면했다.
니콜라에 차우셰스쿠는 자신에 대한 개인숭배를 명령하였는데 이는 동구권에서 시행된 개인숭배 중 가장 광범위한 것이었다. 차우셰스쿠 아내인 엘레나 차우셰스쿠 또한 개인숭배의 대상이 되었으며 그녀는 이를 악용해 자신의 학력을 위조하기에 이르렀다.